# Salzach

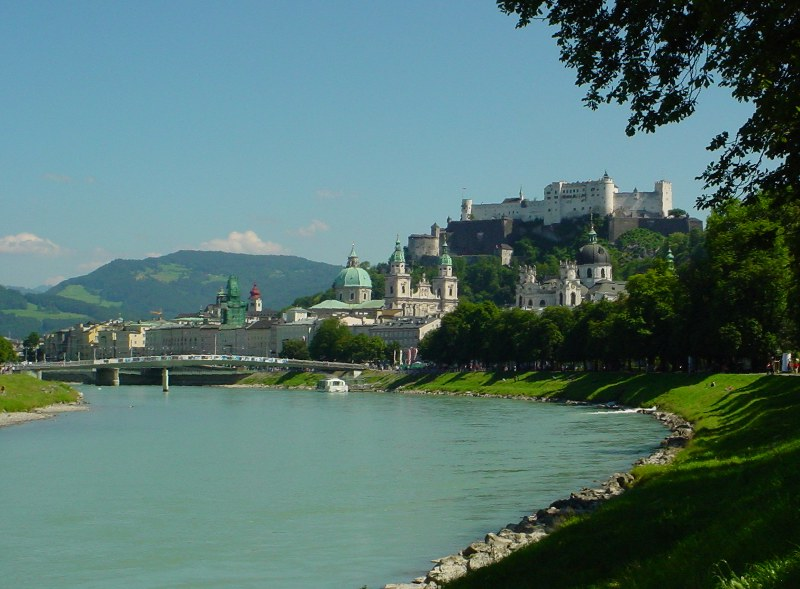
El riu Salzach a Salzburg, Àustria.

El Salzach és, amb 225 km de llargada, l'afluent més llarg i cabalós que té el riu Inn a Àustria i Alemanya. El Salzach dibuixa uns 59 km de la frontera entre aquests dos països. Té una conca de 6.700 km² i la mitjana del seu cabal al desembocar en el riu Inn és de 250 m³/s.